# Altera Nios
A NIOS az Altera chipgyártó cég beágyazott processzorának termékneve, egy nagymértékben konfigurálható szoft-processzor, szintetikus CPU megvalósítására használható az Altera FPGA vagy ASIC eszközeiben. Félvezető szellemi tulajdon (IP-mag) formájában forgalmazták, a hozzá tartozó fejlesztőeszközökkel együtt. Az eredeti Nios beágyazott processzort 2000 őszén vezették be, amely 16 és 32 bites processzorként is konfigurálható és 16 bites utasításhosszal rendelkező RISC processzor. Ezt 2004-ben felváltotta a 32 bites Nios II változat, amelyben a processzor felépítése is megváltozott. Az újabb tervekhez az Altera ezt ajánlja.
A processzor számos szabványos lágy (szoftveresen kialakítható) perifériát tartalmazó SOPC (System-on-a-programmable-chip, rendszer programozható csipen) könyvtárral érkezett, amelyek a legkülönbözőbb alkalmazásokhoz konfigurálhatók. Az Altera eszközökben a teljesen működőképes mikroprocesszor mellett az összes szükséges szoftvereszköz is rendelkezésre áll, beleértve a kialakított konfigurációhoz generált GCC-alapú C/C++ fordítóprogramot is, és az IP-blokkok paraméterezése a grafikus felhasználói felületen történik. A Nios nagy sikert aratott, több mint 10 000 rendszert adtak el több mint 3000 különböző ügyfélnek a bevezetése óta eltelt első 3 évben. Érdekes módon a kezdeti SOPC builder generálta a nem titkosított VHDL vagy Verilog forráskódot, ami szokatlan a modern IP-blokkok esetén.

## Felépítése
Az eredeti Nios processzor egy futószalagos, RISC architektúrájú gép, 16 bites utasításokkal. Az utasítások többségét 1 órajelciklus alatt hajtja végre. A regiszterhasználat szerint kétcímes, az utasításaiban 2 regisztert lehet címezni, így az művelet eredménye az egyik forrásregiszterbe kerül. A processzort a felhasználó konfigurálhatja 16 vagy 32 bites adatútvonal használatára, ezekben minden regiszter a választott méretű. A rendszer maximálisan 512 általános célú regisztert tartalmazhat, a programozó számára egyszerre 32 regiszterből álló csúszó ablakkal, a Berkeley RISC architektúrához hasonlóan. A regiszterek száma konfigurálható, 128, 256 vagy 512 lehet. A regiszterablak 16 regiszteres lépésekben változtatható, az ablak regiszterei logikailag 4 csoportra oszthatók, mindegyikben 8 regiszterrel: a globális regiszterek nem változnak az ablak változtatásakor, az ablak felső 24 regisztere elérhető az aktuális ablakban, bemenő paraméterek, helyi változók és kimeneti értékek számára.
A processzor speciális regiszterekkel is rendelkezik, az egyik ilyen a 11 bites K regiszter, ami a konstansok betöltésére szolgáló segédregiszter, és az állapot, vezérlés, be/kimenet, gyorsítótár és regiszterablakok kezeléséhez szükséges regiszterek. A processzor használja a közismert állapotbiteket (N,Z,V,C). A programszámlálója külön regiszter, csak páros című bájtokat címez (alsó bitje mindig 0). Vektoros kivételkezeléssel rendelkezik. Az elágazási programvezérlő utasítások után egy elágazási várakozó rést alkalmaz (branch delay slot). Számos utasításformátuma van, 78 utasítással rendelkezik.
Órajele elérheti az 50 MHz-et.

## Alkalmazás
Az első verziót 2005 óta felváltotta a Nios II változat, amely szintén kivezetés alatt áll. Az eredeti első verzió használata nem ajánlott.
A gyakorlatban a Nios a tervezési utasítások kiterjedt gyűjteménye fájlok formájában, amelyek hardverleíró nyelven határozzák meg az áramkörök funkcióit. Ezeket a terveket speciális HDL-fordítók tudják beolvasni, és a programozható logikai eszközbe írható konfigurációra lefordítani. Az összetevők tartalmazzák a felhasználói beállítások szerint kialakítható processzort és a kapcsolódó preifériákat.
Az Altera a Nios különböző verzióit kínálta, amelyek hardverarchitektúrában különböznek, de szoftveresen kompatibilisek. A processzor további modulokkal is konfigurálható, például lebegőpontos egységgel, RAM és be-/kimeneti interfészekkel, ezekkel a rendszer széles körűen bővíthető és optimalizálható a teljesítmény különböző feladatokhoz. A kialakított rendszer teljes mértékben szabályos programnyelveken (pl. C, C++ ) programozható.
A NIOS rendszer összeállítása a SOPC builder (System-On-a-Programmable-Chip) segítségével történik. A SOPC projektek egyedi logikai blokkokból állnak, amelyek adatgyűjtőket vagy forrásokat képeznek. Az egyes logikai blokkok Avalon kapcsolószövet segítségével kapcsolódnak egymáshoz. A SOPC builder grafikus felhasználói felületet biztosít a célrendszer grafikus leírásához. A konfigurált processzor- és hardverrendszer ezután VHDL- vagy Verilog- fájlokba kerül exportálásra, amelyek felhasználhatók (Altera) FPGA-ban kialakított egylapkás rendszerként. Az így kapott FPGA kód ráadásul ASIC-ek generálására is használható.

## Kompatibilis operációs rendszerek
- µCLinux
- eCos
- MicroC/OS-II

## Fordítás
Ez a szócikk részben vagy egészben  az   Altera Nios című német Wikipédia-szócikk ezen változatának fordításán alapul.  Az eredeti cikk szerkesztőit annak laptörténete sorolja fel. Ez a jelzés csupán a megfogalmazás eredetét és a szerzői jogokat jelzi, nem szolgál a cikkben szereplő információk forrásmegjelöléseként.